# Zillendorf
Zillendorf ist ein Ortsteil der Stadt Waldmünchen im Landkreis Cham des Regierungsbezirks Oberpfalz im Freistaat Bayern.

## Geografie
Zillendorf liegt an der Bahnstrecke Cham–Waldmünchen und der parallel zur Bahnlinie verlaufenden Staatsstraße 2146, 4 Kilometer südwestlich von Waldmünchen und 7 Kilometer südwestlich der tschechischen Grenze. Südlich von Zillendorf befindet sich das Quellgebiet des Stanabaches.

## Geschichte
Zillendorf (auch: Zullindorf, Zullendorf, Zyllendorf, Zillendorff, Züllendorff, Züllendorf, Zilndorff) gehört zu den -dorf-Orten. Die Ortsnamenforschung kennzeichnet die auf -dorf endenden Ortsnamen als Gründungen aus dem 9. bis 12. Jahrhundert. Solche Ortsnamen treten in der Umgebung von Waldmünchen gehäuft auf.
1160 schenkte Oudalricus de Grube das Gut Zillendorf an das diepoldingische Hauskloster Reichenbach. Zillendorf wurde im Herzogsurbar des Wittelsbacher Heinrich XIII. aus dem Jahr 1301 erwähnt.
1563 hatte Zillendorf 8 Mannschaften. 1588 gab es in Zillendorf 4 Höfe, 2 Güter, 3 Sölden, 1 Inwohner. 1622 hatte Zillendorf 9 Mannschaften. 1630 wurden für Zillendorf 4 Höfe, 3 Sölden, 2 Gütl und 3 Inwohner aufgeführt. 1808 hatte die Ortschaft 9 Anwesen, einen Weber und ein Hüthaus.
1808 wurde die Verordnung über das allgemeine Steuerprovisorium erlassen. Mit ihr wurde das Steuerwesen in Bayern neu geordnet und es wurden Steuerdistrikte gebildet. Dabei kam Zillendorf zum Steuerdistrikt Rannersdorf. Der Steuerdistrikt Rannersdorf bestand aus den Dörfern Rannersdorf und Zillendorf und den Einöden Lampachshof und Lodischhof.
1820 wurden im Landgericht Waldmünchen Ruralgemeinden gebildet. Dabei wurde Zillendorf Ruralgemeinde. Zur Ruralgemeinde Zillendorf gehörte neben Zillendorf mit 17 Familien die Einöde Lodischhof mit 2 Familien.
1830 wurde die Gemeinde Zillendorf mit der Gemeinde Rannersdorf vereinigt. Im Jahr 1900 kam die Bahnstation Zillendorf hinzu. 1972 wurde die Gemeinde Rannersdorf aufgelöst und in die Gemeinde Geigant eingegliedert, welche dann 1978 in Waldmünchen aufging.
Zillendorf gehört zur Pfarrkuratie Geigant. 1997 hatte Zillendorf 95 Katholiken.

## Einwohnerentwicklung ab 1820
| Jahr | Einwohner   | Gebäude |
| ---- | ----------- | ------- |
| 1820 | 17 Familien | k. A.   |
| 1838 | 108         | 12      |
| 1861 | 114         | 35      |
| 1871 | 96          | 68      |
| 1885 | 87          | 13      |
| 1900 | 109         | 17      |
| 1913 | 111         | 16      |

| Jahr | Einwohner | Gebäude |
| ---- | --------- | ------- |
| 1925 | 105       | 15      |
| 1950 | 121       | 16      |
| 1961 | 109       | 17      |
| 1970 | 100       | k. A.   |
| 1987 | 95        | 21      |
| 2011 | 112       | k. A.   |

## Sehenswürdigkeiten und Tourismus
Östlich von Zillendorf an der Straße 2146 steht ein denkmalgeschütztes Wohnstallhaus, erbaut um 1830. Es hat die Denkmalnummer D-3-72-171-78. Durch Zillendorf verläuft der Mountainbikeweg MTB-Tour 13.